# ベンジャミン・ウォーナー

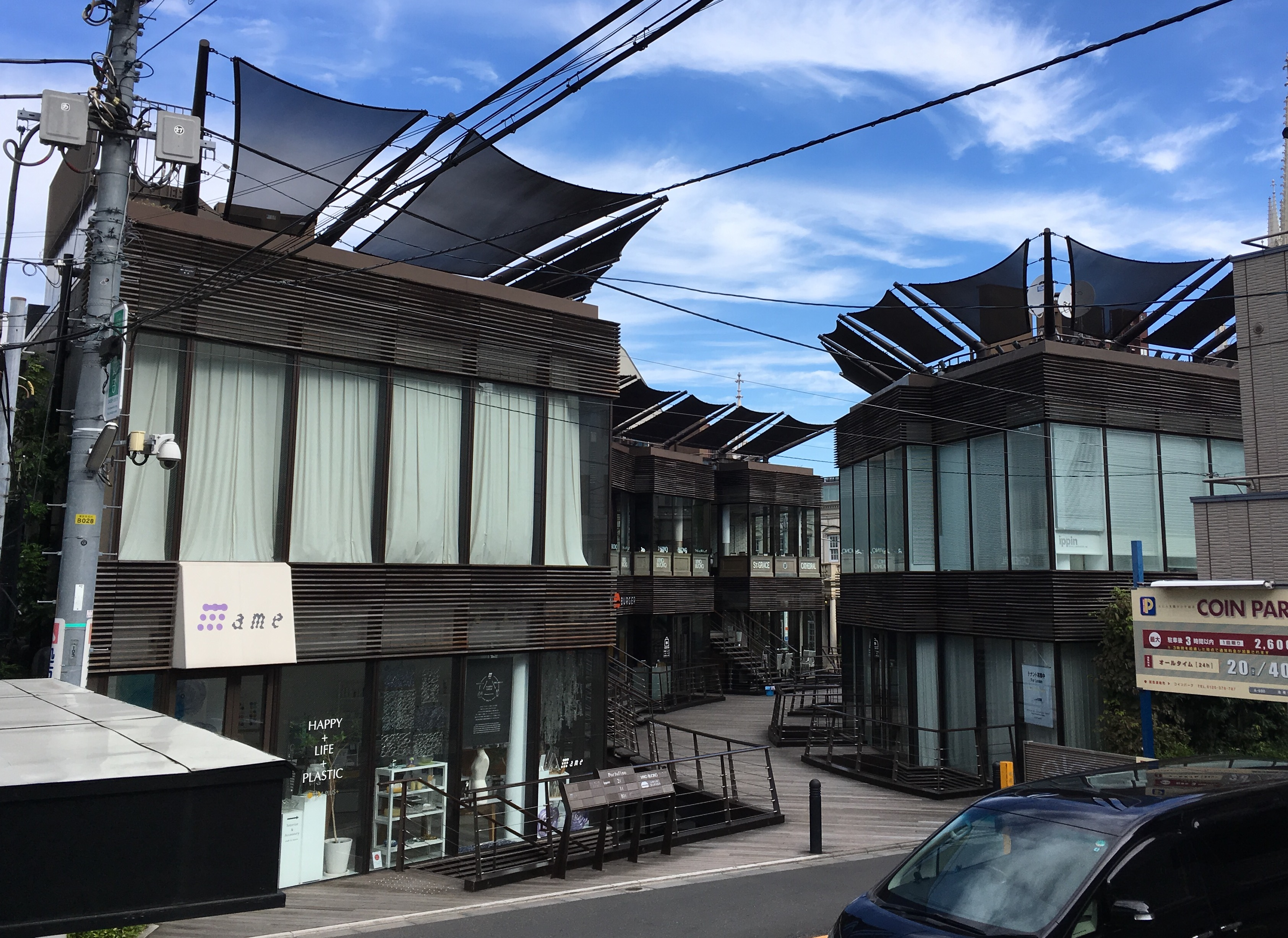
Portofino（ポルトフィーノ、東京都港区北青山）

ベンジャミン・ウォーナー（Benjamin Warner 1954年6月21日- ）は、アジアを拠点とする英国人建築家。日本にCDI（Creative Designers International）という建築設計事務所を構えて、東京都を拠点に日本全国、東南アジアでの設計を手がけている。
ベヌーゴのデザイナーもつとめ、同社の日本チェーン「Benugo chain of sandwich delis」というカフェ・サンドイッチのチェーンも手がけている。

## 経歴
ロンドン出身。1979年に、The polytechnic of central london を卒業し、1981年に来日。黒川雅之建築事務所勤務をへて、1985年、東京工業大学大学院理工学研究科建築学専攻修士課程修了。その後日建設計勤務をへて、1987年にRichard Rogers Partnershipに入所。1992年から、株式会社リチャード ロジャース パートナーシップ ジャパンを設立し、同社代表取締役就任。
1993年、有限会社cdi青山スタジオを設立。同社代表取締役に就任する。2007年、株式会社cdiに改称し代表取締役就任。
2000年から2001年、新潟大学非常勤講師。2002年に東京工業大学非常勤講師。2006年に長岡造形大学非常勤講師。2007年にブリティッシュスクール理事。

## 作品
- 氷山ビル（アイスバーグ・ビル、東京都渋谷区、2006年）
- ヴェロックス28・ビル（V28、東京都渋谷区、2002年）
- Veloqx Harajuku Annex（2006年、東京都渋谷区）
- リストレジデンス目黒本町(東京都目黒区）
- Audi Forum Tokyo（東京都渋谷区）
- ブリティッシュカウンシル東京センター(東京都新宿区神楽坂、2002年）
- トラディショナル・アート・プロジェクト(丸の内トラストタワーN館、（株）大林組 技術提供・企画 ：（株）アーテファクトリー、（財）京都国際文化交流財団）
- Portofino（ポルトフィーノ、東京都港区北青山）
- ショッピング・コンプレックス「portofino」（セント・グレース・大聖堂（結婚式場）他、2008年）
- 霞城セントラル（山形新都心ビル）サインデザイン
- イプセ芝公園マンション（東京都港区、2004年）
- ライカ・アネックスビル(2002年）
- リストレジデンス横濱洋光台
- 富士宮市医師会館(静岡県、2004年）
- リストレジデンス茅ヶ崎海岸（神奈川県茅ヶ崎市）
- MTV Networks Japan内部空間エントランスデザイン・外部サイン（東京都渋谷区神宮前）
- 歌舞伎町プロジェクト 林原第5ビル（東京都新宿区）
- ピアース高輪（東京都港区）
- ソウル大学室内プール（韓国ソウル）
- LEXCEドメイン広尾（東京都港区）
- ブラディア武蔵小金井デザイン監修（東京都小金井市、2008年）